# Vamara Sanogo
Vamara Sanogo (ur. 22 kwietnia 1995 w Saint-Denis) – francuski piłkarz iworyjskiego pochodzenia występujący na pozycji napastnika.

## Kariera
Sanogo rozpoczął swoją karierę w sezonie 2012/13 w grającej w Championnat National 2 drużynie rezerw francuskiego FC Metz, dla której rozegrał 3 spotkania przez 3 sezony. W maju 2015 roku podpisał kontrakt z grającym EFL League One klubem Fleetwood Town F.C.. Ze względu na brak występów w zespole 18 marca 2016 został wypożyczony do grającego w National League North Nuneaton Borough F.C.. 1
1 sierpnia 2016 podpisał dwuletni kontrakt z polskim pierwszoligowym klubem Zagłębie Sosnowiec. W jego barwach spędził rundę jesienną sezonu 2016/17, podczas której rozegrał 15 spotkań w których zdobył 5 goli oraz zaliczył 3 asysty. 
21 stycznia 2017 związał się czteroipółletnią umową z Legią Warszawa. Legia zapłaciła za ten transfer 250 tys. euro. 7 lipca 2017 zadebiutował w stołecznym klubie, zmieniając w 67. minucie Kaspera Hämäläinena, podczas spotkania z Arką Gdynia o Superpuchar Polski. W sierpniu 2017 powtórnie trafił do Zagłębia, tym razem na zasadzie wypożyczenia. Swoją pierwszą bramkę dla Legii zdobył w wygranym 5:1 meczu z Arką Gdynia.
W 2022 był piłkarzem Zagłębia Sosnowiec, dla którego zagrał 10 meczów i zdobył 1 gola w sezonie 2021/2022. 14 czerwca 2022 jego kontrakt został rozwiązany za porozumieniem stron. 20 lipca 2022 został zawodnikiem izraelskiego, drugoligowego klubu MS Kafr Qasim.

## Życie prywatne
Posiada obywatelstwo Francji i Wybrzeża Kości Słoniowej.